# Bodegraven
Bodegraven es un pueblo del municipio neerlandés de Bodegraven-Reeuwijk en la provincia de Holanda Meridional. Bodegraven fue un municipio independiente hasta el 1 de enero de 2011, cuando se fusionó con Reeuwijk. En 2010 tenía una población de 19.434 habitantes sobre una superficie de 38,50 km². Cuenta con estación de tren en la línea que une Leiden y Utrecht y está comunicado por la autopista A12.

## Historia

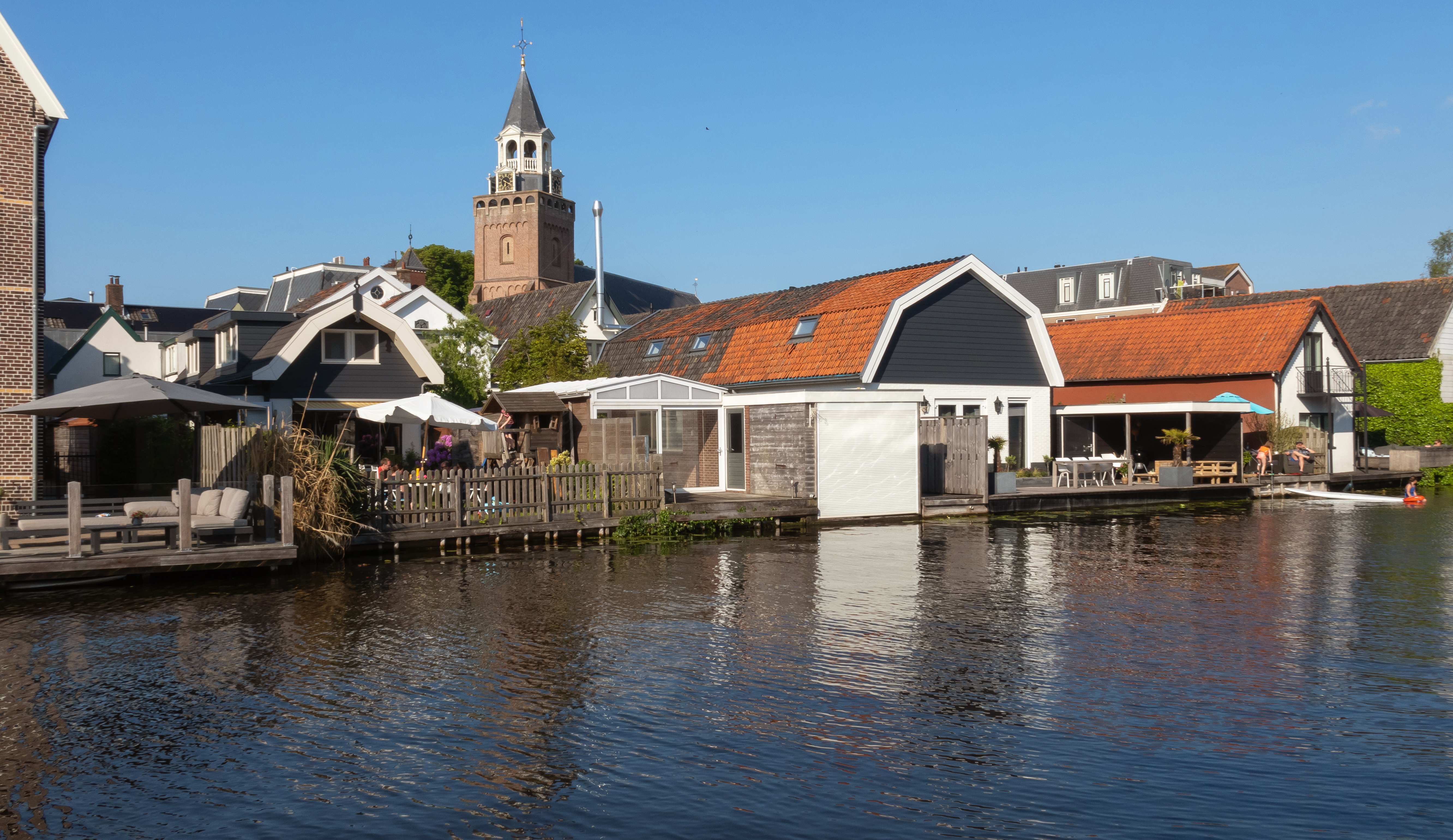
Bodegraven, la iglesia (Sint Galluskerk} desde el Oude Rijn

Bodegraven se sitúa en lo que en tiempos del Imperio romano fue el Limes Germanicus, a orillas del Oude Rin, y es posible que ya entonces hubiese un pequeño asentamiento, aunque son muy escasos los restos localizados. Su historia posterior, hasta el siglo XVII, es poco conocida. Situada en un área pantanosa, los asentamientos romanos desaparecieron y hasta el siglo XI no sería nuevamente poblada. En la Baja Edad Media fue objeto de disputa entre el obispo de Utrecht y los condes de Holanda, que en 1257 establecieron su autoridad.
En 1672, en las primeras frases de la guerra de Holanda, la población fue saqueada y su población masacrada por las tropas francesas del mariscal de Luxemburgo, que se habían visto obligadas a levantar el asedio de La Haya al llegar el deshielo. A raíz de tales sucesos Abraham de Wicquefort redactó su Advis fidelle aux veritables Hollandois: touchant ce qui s'est passé dans le Villages de Bodegrave & Zwammerdam, ilustrado con grabados de Romeyn de Hooghe, advirtiendo a los holandeses de las atrocidades cometidas por el ejército invasor de Luis XIV, a quien presentaban como un rey belicoso y ambicioso que es preciso neutralizar para que pueda haber paz.